# 西田直五郎
西田 直五郎（にしだ なおごろう、天保9年（1838年） - 文久2年4月23日（1862年5月21日））は、幕末の薩摩藩士。同藩士西田元右衛門の子。名は正基。
鹿児島城下上諏訪馬場で誕生。寡黙な性格であったという。藩政では江戸藩邸で中小姓を務めた。
文久2年（1862年）島津久光の率兵上洛を聞き、橋口伝蔵らと藩邸を脱して大坂へ向かう。京都寺田屋で九条尚忠・酒井忠義襲撃を謀議するが、久光の派遣した鎮撫使と衝突する。鎮撫使側の上床源助の槍で重傷を負い、間もなく斬殺されたという（寺田屋騒動）。
1891年（明治24年）贈従四位。墓所は京都市伏見区の大黒寺。